# Fanny Zobel
Fanny Zobel (* 19. Juni 1872 in Berlin als Fanny Vandsburger; † 1958 in Rio de Janeiro) war zu Zeiten der Weimarer Republik eine Berliner Kommunalpolitikerin der DDP.

## Leben und Wirken
Die aus einer wohlhabenden Familie stammende Fanny Zobel heiratete 1892 den jüdischen Kaufmann Carl Zobel (1864–1945). Er war Inhaber eines Bekleidungsgeschäfts in der Köpenicker Straße. Im Jahr darauf bekamen sie eine Tochter und zogen um 1900 nach Treptow. Zu Beginn des Ersten Weltkriegs wurde Fanny Zobel Mitglied des „Verbands der deutschen Vaterländischen Frauenvereine“, der dem Bund Deutscher Frauenvereine angehörte. Sie engagierte sich in der Wohlfahrt und war Initiatorin erster Säuglingspflegestellen in Treptow.
Nach Ende des Ersten Weltkriegs trat sie der DDP bei. 1919 wurde sie in die Treptower Gemeindevertretung gewählt. Sie war insbesondere in der Kinder- und Jugendarbeit tätig, setzte sich für den Bau von Kindererholungsheimen ein und nahm Einfluss auf das 1920 errichtete Jugendamt des nunmehrigen Berliner  Bezirks Treptow. Ab 1924 war sie Bezirksverordnete. 1930 trat sie als Mitglied der jetzt Deutsche Staatspartei genannten Partei das Amt einer unbesoldeten Stadträtin im Bezirk Treptow an, wurde jedoch 1933 nach der Machtergreifung der Nationalsozialisten „amtsenthoben und beurlaubt“.
1938 emigrierte Fanny Zobel mit ihrem Mann nach Paris. Ihre Tochter war bereits vorher dorthin gebracht worden. 1940 erhielten sie in Brasilien Asyl. Dort verstarb Fanny Zobel 1958, ohne nach Deutschland zurückgekehrt zu sein.

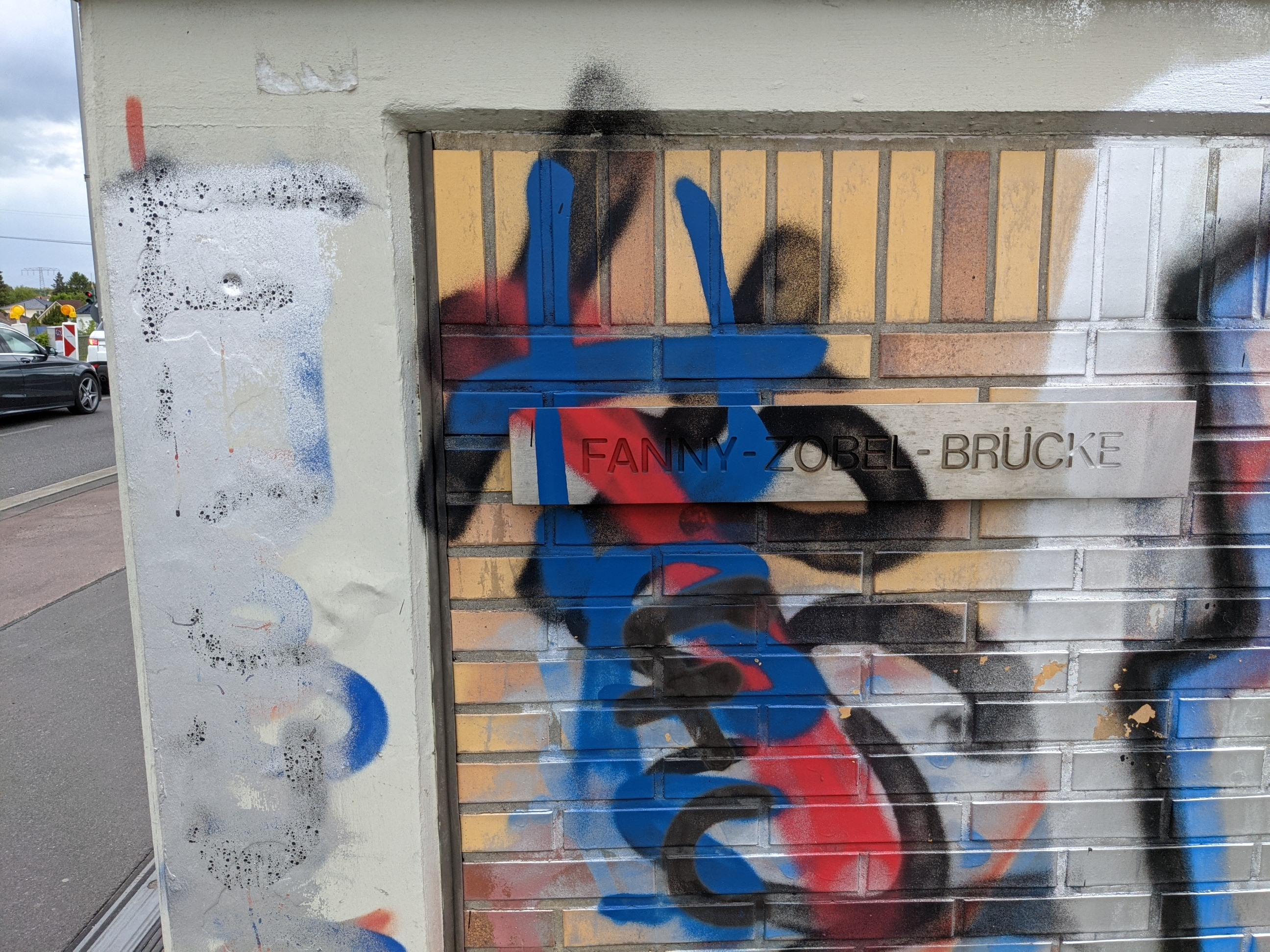
Fanny-Zobel-Brücke

## Ehrungen
Nach ihr wurden 1997 die Fanny-Zobel-Straße in Berlin-Alt-Treptow sowie die 2004 eröffnete Fanny-Zobel-Brücke in Berlin-Baumschulenweg (Ortslage Späthsfelde) benannt.